# Borgen Heidenreichstein

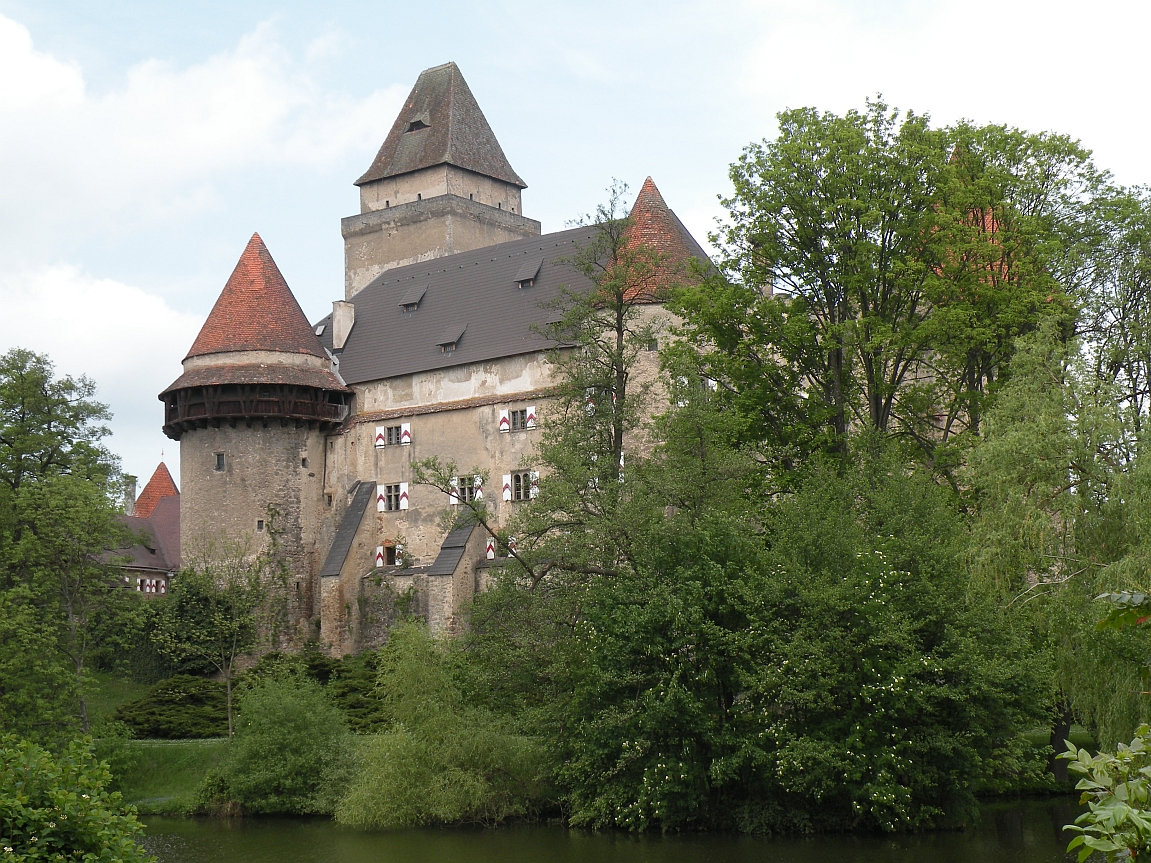
Borgen Heidenreichstein

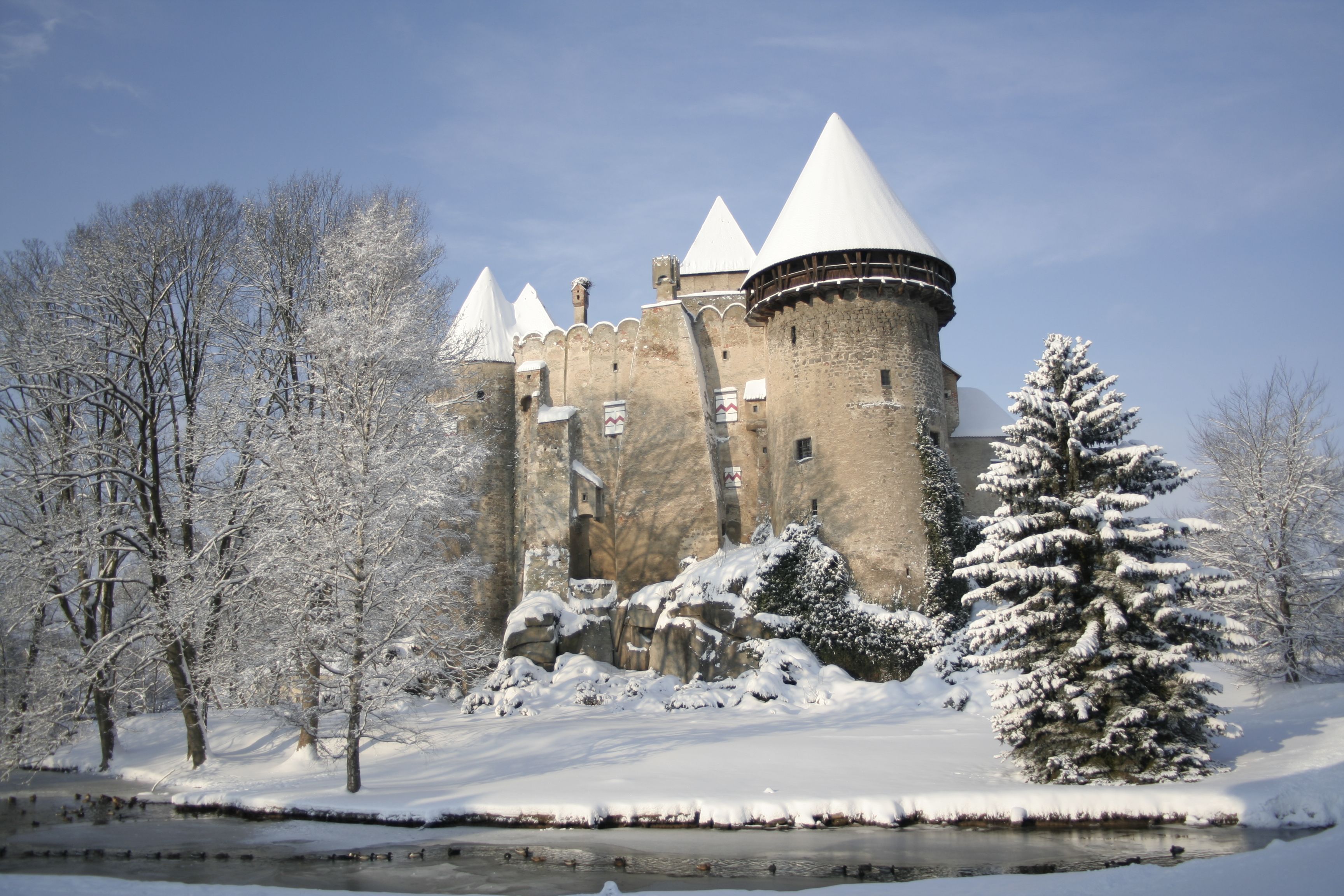
Borgen Heidenreichstein

Borgen Heidenreichstein är en borg i orten Heidenreichstein i det österrikiska förbundslandet Niederösterreich. Den räknas till Österrikes bäst bevarade vattenborgar från medeltiden.

## Historia
Borgen grundades mot slutet av 1100-talet av Heidenreich, en vasall till greven av Gars-Eggenburg. 1205 omnämndes borgen skriftligen för första gången. Borgen hade som uppgift att bevaka två viktiga handelsvägar till Böhmen. Borgen bytte flera gånger ägare innan den hamnade hos adelssläkten Puchheim 1348. Under deras tid byggdes borgen ut till en ointaglig fästning. Under 1400-talet byggdes den yttre borggården och murarna förstärktes med torn. Under andra hälften av 1500-talet byggdes utanverket med porten och vindbryggor. 
1636 auktionerades borgen bort på grund av höga skulder. Därefter följde olika ägare tills borgen förvärvades av huset Pátty i vars ägo den stannade som fideikommiss fram till 1947. Idag ägs borgen av ätten Kinsky.

## Byggnader
Borgen är ytterst väl behållen. På grund av sin styrka drogs den aldrig in i krigshandlingar eller erövrades. Hussiter, upproriska bönder och svenskar skövlade väl orten, men attackerade inte borgen vilket förklarar borgens utmärkta skick.
Den romanska högborgen är från 1100- och 1200-talen och domineras av en 42 meter hög bergfrid vars ingång ligger på 14 meters höjd. Tre stora runda hörntorn kompletterar den inre försvarsanläggningen. De binds samman av gotiska salbyggnader. Den största salen är den 27 meter långa riddarsalen med sengotisk klinkergolv och trätak. 
Ytterborgen med sina enkla byggnader är från 1400- och 1500-talen. 
Utanverket skyddar borgens enda ingång. Den består av två portbyggnader i rad med vindbryggor. Den yttre porten är i renässans, medan den inre porten är sengotisk. Den yttre porten ingick i ett försvarsverk som inte längre finns. 
Även borgens inventarier är tidstypiska. Det finns många gotiska och renässansmöbler som tillhör borgens originalinredning.

## Borgen idag
Borgen som är i privat ägo är fortfarande bebodd. Dock kan borgen besiktigas inom ramen för guidningar.